# Larreynaga
Larreynaga är en kommun (municipio) i Nicaragua med 32 111 invånare. Den ligger i den västra delen av landet, i departementet León, på slättlandet mellan den vulkaniska bergskedjan Cordillera Los Maribios och det Nicaraguanska höglandet. Larreynagas huvudnäringar är jordbruk och gruvdrift.

## Geografi
Larreynaga gränsar till kommunerna Villanueva och El Sauce i norr, El Jicaral i väster, La Paz Centro i söder, samt León och Telica i väster. Den största orten och centralorten i kommunen är Malpaisillo med 5 435 invånare (2005). Andra större orter är Larreynaga i öster med 1 349 invånare i comarcan samt gruvorterna El Limón och Santa Pancha i norr med 3 572 respektive 1 056 invånare.

## Historia
Kommunen grundades 1944 och fick stadsrättigheter 1969.

## Näringsliv
I nordöstra hörnet av kommunen, runt El Limón, finns ett antal aktiva guldgruvor.
Dessa ägs av det kanadensiska gruvföretaget B2Gold. Hösten 2015 var det stora fackliga stridigheter på gruvan.

## Bilder från Larreynaga
|  |  |